# Constitución de Estonia
La Constitución de Estonia —en estonio: Eesti Vabariigi põhiseadus— es la ley fundamental de la República de Estonia y establece el orden estatal como el de una república democrática, en la que el poder supremo reside en sus ciudadanos. La primera Constitución fue adoptada por la Asamblea Constituyente de Estonia, elegida libremente, el 15 de junio de 1920, y entró en vigor el 21 de diciembre de ese mismo año. Tras un referéndum celebrado en 1933, fue modificada de forma sustancial el 24 de enero de 1934 y permaneció en vigor hasta la entrada en vigor de la segunda Constitución, el 1 de enero de 1938. De facto, continuó en aplicación hasta el 16 de junio de 1940, cuando la Unión Soviética ocupó Estonia, y de iure, hasta el 28 de junio de 1992, cuando fue adoptada mediante referéndum la tercera y actual Constitución de la República de Estonia.

## Antecedentes
La Constitución de Estonia es el acto jurídico supremo del Estado, adoptado por el poder constituyente y cuya modificación requiere un procedimiento más exigente que el de las leyes ordinarias. Desde una perspectiva material, establece la organización del poder estatal, define las competencias de los principales órganos de gobierno, garantiza los derechos y libertades fundamentales, y consagra los valores y principios básicos del Estado.
Además de su función normativa, la Constitución también cumple un rol como expresión de la identidad nacional y de las aspiraciones colectivas, reflejando el contexto histórico y cultural en que fue adoptada. En situaciones fundacionales, el pueblo, como titular de la soberanía, posee la facultad de establecer un nuevo orden constitucional, especialmente si el vigente deja de representar sus valores fundamentales.
En idioma estonio, el término põhiseadus —en español: Constitución— tiene un sentido claramente normativo, refiriéndose al texto legal que define el ordenamiento básico del Estado. Por su parte, el término konstitutsioon, de origen extranjero, puede utilizarse tanto en un sentido normativo como empírico, este último vinculado a las reglas que rigen efectivamente en la práctica política.

## Historia

### Primera Constitución (1920-1933/38)
La primera Constitución reflejaba la idea de soberanía nacional de Jean-Jacques Rousseau. El poder se dividía entre el poder judicial, el ejecutivo y el legislativo, siguiendo los principios de Montesquieu. La Constitución contemplaba un alto grado de iniciativa popular y el uso de referendos, además de prever la autonomía cultural. A pesar de estar inspirada en las ideas de Montesquieu, existía un desequilibrio en la distribución del poder. El documento era radicalmente parlamentario, otorgando al Riigikogu unicameral amplias facultades sobre el poder ejecutivo y el judicial, lo que provocó inestabilidad y frecuentes cambios de gobierno. El Jefe de Estado —llamado Anciano del Estado)—ejercía simultáneamente como jefe de Estado y jefe de gobierno.
Debido a la inestabilidad crónica del gobierno —18 gabinetes liderados por 10 personas entre 1920 y 1934—, se intentó reformular la Constitución. En un referéndum celebrado en 1932, los votantes rechazaron dos borradores propuestos de una nueva Constitución. Sin embargo, una enmienda constitucional propuesta por la Liga de Veteranos de la Guerra de Independencia de Estonia —el movimiento Vaps— fue adoptada en referéndum en 1933 y entró en vigor el 24 de enero de 1934. Esta enmienda, que otorgaba amplios poderes al Anciano del Estado y reducía el tamaño y la autoridad del Riigikogu, tuvo un impacto tan profundo en el sistema de gobierno que a menudo se la confunde con una constitución completamente nueva —«la Constitución de 1934»—. El Anciano del Estado podía emitir decretos con fuerza de ley.
Para impedir que el movimiento Vaps llegara al poder bajo esta nueva Constitución, Konstantin Päts, quien ejercía como «primer ministro en funciones de Anciano del Estado» mientras se esperaban elecciones, retuvo el poder mediante un autogolpe incruento el 12 de marzo de 1934. Al considerar que la constitución enmendada era demasiado autoritaria, Päts promovió la adopción de una nueva Constitución.

### Segunda Constitución (1938-1940/92)
En 1936, un referéndum aprobó la formación de una Asamblea Nacional encargada de redactar un nuevo documento constitucional. Esta Constitución, que entró en vigor el 1 de enero de 1938, estableció una Asamblea Nacional bicameral compuesta por la Cámara de Diputados y el Consejo Nacional. El Consejo Nacional, encargado de revisar y ratificar la legislación proveniente de la Cámara de Diputados, estaba conformado por representantes de los gobiernos locales, organismos profesionales y vocacionales, y altos funcionarios. Por su parte, la Cámara de Diputados era elegida directamente por el pueblo.
El jefe de Estado recibió el título de «presidente», ya no era elegido directamente por los ciudadanos, sino por un colegio electoral compuesto por ambas cámaras de la Asamblea Nacional y representantes adicionales de los gobiernos locales. El presidente disponía de poderes relativamente amplios —incluido el derecho de veto sobre leyes aprobadas por el parlamento—, aunque era algo menos poderoso que el Anciano del Estado según las enmiendas de 1934.
Una «constitución» de estilo estalinista fue introducida de forma ilegal —sin someterse a referéndum, como exigía la Constitución de 1938— por un gobierno títere respaldado por la Unión Soviética el 25 de agosto de 1940, pocas semanas después de que Estonia fuera invadida, ocupada y anexionada por dicha potencia. Esta constitución se basaba en la soviética de 1936. Posteriormente, en 1978, fue reemplazada por una nueva, basada en la Constitución soviética de 1977.
En 1990, el Soviet Supremo de Estonia declaró ilegal la toma de poder de 1940 y restableció parcialmente la Constitución de 1938 como parte del proceso de transición hacia la independencia de facto.

### Tercera Constitución (1992-presente)
La actual Constitución fue adoptada tras un referéndum celebrado el 28 de junio de 1992. Incorpora elementos de las constituciones de 1920 y 1938. Aunque conserva la figura presidencial creada en 1938, restablece el poder legislativo unicameral establecido en 1920. Afirma explícitamente la continuidad del Estado estonio tal como existía entre 1918 y 1940, y por ello constituye la base restitutiva de la independencia de Estonia. De hecho, fue adoptada mediante referéndum, en conformidad con el documento de 1938.
Al igual que la Constitución de 1920, el jefe de Estado —titulado presidente, luego de cierto debate sobre la posible restauración del antiguo título de Anciano del Estado— cumple un rol en gran medida ceremonial. Sin embargo, como en la Constitución de 1938, el gobierno está encabezado por un primer ministro.

#### Decimoquinto aniversario de la Constitución de 1992
Con motivo de la celebración del decimoquinto aniversario de la actual Constitución en 2007, la cervecera A. Le Coq lanzó una nueva marca de cerveza, la Põhiseaduse Pilsner —«Pilsener Constitucional»—, en colaboración con el Ministerio de Justicia de Estonia.

## Preámbulo de la Constitución
El preámbulo forma parte de la Constitución, actuando como su prólogo. Declara la fuente del poder constitucional y establece los objetivos fundamentales que deben alcanzarse en su ejercicio. Del preámbulo se desprende que la Constitución exige ser respetada no solo por la elegancia de su redacción o el valor de sus principios, sino principalmente porque ha sido creada y adoptada por el pueblo.
- Preámbulo de la Constitución de 2007 (modificación de la de 1992): Con inquebrantable fe y firme voluntad de consolidar y desarrollar un Estado fundado en el inextinguible derecho del pueblo estonio a la autodeterminación nacional y proclamado el 24 de febrero de 1918, basado en la libertad, la justicia y el derecho, que sirva de protección para la paz interna y externa y de garantía para el progreso social y el bienestar general de las generaciones presentes y futuras, y que asegure la preservación del pueblo, la lengua y la cultura estonias a través del tiempo, el pueblo de Estonia adoptó, en referéndum celebrado el 28 de junio de 1992, la siguiente Constitución, de conformidad con el artículo 1 de la Constitución vigente desde 1938.[11]
- Preámbulo de la Constitución de 1992 (versión original): Con inquebrantable fe y firme voluntad de consolidar y desarrollar un Estado fundado en el inextinguible derecho del pueblo estonio a la autodeterminación nacional y proclamado el 24 de febrero de 1918, basado en la libertad, la justicia y el derecho, que sirva de protección para la paz interna y externa y de garantía para el progreso social y el bienestar general de las generaciones presentes y futuras, y que asegure la preservación del pueblo y la cultura estonias a través del tiempo, el pueblo de Estonia adoptó, en referéndum celebrado el 28 de junio de 1992, la siguiente Constitución, de conformidad con el artículo 1 de la Constitución vigente desde 1938.[11]
- Preámbulo de la Constitución de 1938: El pueblo de Estonia, con inquebrantable fe y firme voluntad de consolidar y desarrollar un Estado fundado en el inextinguible derecho del pueblo estonio a la autodeterminación nacional, basado en la justicia, la ley y la libertad, que sirva de protección para la paz interna y externa y de garantía para el progreso social y el bienestar general de las generaciones presentes y futuras, y que permanezca como una república gobernada según principios democráticos, donde el poder supremo reside en el pueblo y que será dirigida por un jefe de Estado elegido, en cooperación equilibrada con un gobierno designado por él y una asamblea popular bicameral, autorizó mediante referéndum la convocatoria de la Asamblea Nacional, la cual, para cumplir el mandato otorgado en dicho referéndum, adoptó la siguiente Constitución.[12]
- Preámbulo de la Constitución de 1933: El pueblo de Estonia, con inquebrantable fe y firme voluntad de crear un Estado basado en la justicia, la ley y la libertad, que sirva de protección para la paz interna y externa y de garantía para el progreso social y el bienestar general de las generaciones presentes y futuras, adoptó y estableció, a través de la Asamblea Constituyente y posteriormente por referéndum, la siguiente Constitución.[1]
- Preámbulo de la Constitución de 1920: El pueblo de Estonia, con inquebrantable fe y firme voluntad de crear un Estado basado en la justicia, la ley y la libertad, que sirva de protección para la paz interna y externa y de garantía para el progreso social y el bienestar general de las generaciones presentes y futuras, adoptó y estableció, por medio de la Asamblea Constituyente, la siguiente Constitución.[13]

### Disposiciones
La Constitución vigente contiene un preámbulo y 15 capítulos de disposiciones. El preámbulo dice así:

Con fe inquebrantable y firme voluntad de consolidar y desarrollar el Estado,

que se funda en el inextinguible derecho del pueblo de Estonia a la autodeterminación nacional y que fue proclamado el 24 de febrero de 1918,
que se basa en la libertad, la justicia y el derecho,
que ha de proteger la paz interna y externa, y ser una garantía para las generaciones presentes y futuras en su progreso social y bienestar,
que debe asegurar la preservación del pueblo, la lengua y la cultura estonias a lo largo del tiempo,

el pueblo de Estonia, en virtud del § 1 de la Constitución que entró en vigor en 1938 y mediante referéndum celebrado el 28 de junio de 1992, adoptó la siguiente Constitución.
Preámbulo de la Constitución de Estonia (1992).

## Modalidades de modificación de la Constitución
El capítulo XV de la Constitución de la República de Estonia establece las condiciones para su modificación. La iniciativa de reforma constitucional puede ser presentada por al menos una quinta parte del Riigikogu, es decir, al menos 21 diputados, así como por la presidenta de la República. Para modificar la Constitución, la ley correspondiente debe ser aprobada mediante:
- Referéndum.
- Dos legislaturas consecutivas del Riigikogu.

- Procedimiento de urgencia en el Riigikogu.

El proyecto de ley para modificar la Constitución debe ser examinado por el Riigikogu en tres lecturas. Entre la primera y la segunda lectura debe transcurrir un mínimo de tres meses, y entre la segunda y la tercera lectura al menos un mes. En la tercera lectura se decide el procedimiento concreto de modificación. Estos plazos y lecturas garantizan que cualquier cambio se evalúe de forma cuidadosa y deliberada.
Solo mediante referéndum pueden modificarse el capítulo I, «Disposiciones generales», el capítulo XV, «Modificación de la Constitución», y la Ley de modificación de la Constitución de la República de Estonia. Sin embargo, cualquier disposición constitucional puede someterse a referéndum, ya que el pueblo, titular del poder supremo del Estado, tiene el derecho de decidir directamente sobre los asuntos más fundamentales del orden constitucional. En el caso del procedimiento con dos legislaturas consecutivas, el proyecto debe ser aprobado por mayoría simple —al menos 51 votos— en la primera legislatura y, sin modificaciones, por una mayoría de 3/5 —al menos 61 votos— en la segunda. En este proceso, el pueblo participa indirectamente al elegir al parlamento que tomará la decisión final.
El tratamiento urgente del proyecto de modificación constitucional requiere el apoyo de 4/5 de los diputados del Riigikogu. Si se alcanza esta mayoría, el proyecto se somete a una nueva votación y debe ser aprobado por una mayoría de 2/3, es decir, al menos 68 votos. Este proceso se completa dentro de una sola legislatura, sin la participación directa del pueblo.

## Reforma de la Constitución
La Constitución puede modificarse mediante la sustitución o la adición de texto. En el primer caso, se reemplaza una disposición existente por un nuevo texto; en el segundo, se añade una frase, inciso o artículo a una disposición ya existente. También es posible modificar la Constitución a través de interpretación judicial, sin alterar formalmente su contenido ni redacción.

### Motivos para modificar la Constitución
La Constitución es más bien rígida y garantiza estabilidad en la sociedad al mantener firmes los principios que en ella se establecen. No obstante, al igual que otras leyes, también necesita ser adaptada a medida que la sociedad cambia. Las razones que pueden motivar una reforma constitucional incluyen:
- Cambios en el entorno, como transformaciones económicas, tecnológicas o demográficas, o bien la adhesión del Estado a una organización internacional.[13]
- Variaciones en los valores sociales y las opiniones políticas de la población.[13]
- Problemas que se evidencian en el proceso de aplicación de la propia Constitución.[13]

### Enmiendas a la Constitución que han entrado en vigor
- La primera enmienda fue adoptada en 2003 y entró en vigor en 2005. La Constitución fue modificada por trámite de urgencia en el Riigikogu. Con la enmienda se amplió el intervalo entre elecciones municipales, pasando de tres a cuatro años.[12]
- La segunda enmienda fue adoptada en 2003 y entró en vigor en 2004. La Constitución fue modificada mediante referéndum. Con esta enmienda se reguló la adhesión de Estonia a la Unión Europea, y se otorgó al Riigikogu la competencia para ratificar el tratado correspondiente.[12]
- La tercera enmienda fue adoptada y entró en vigor en 2007. La Constitución fue modificada por dos legislaturas consecutivas del Riigikogu. Con la enmienda se añadió la protección del idioma estonio al preámbulo constitucional.[12]
- La cuarta enmienda fue adoptada y entró en vigor en 2011. También fue aprobada por dos legislaturas consecutivas del Riigikogu. Con esta enmienda se reorganizó el mando de la defensa nacional y se reforzó el control sobre las Fuerzas de Defensa.[12]
- La quinta enmienda fue adoptada y entró en vigor en 2015. Nuevamente, fue aprobada por dos legislaturas consecutivas del Riigikogu. Con esta enmienda se redujo la edad mínima para votar en las elecciones municipales, de 18 a 16 años.[12]
- La sexta enmienda fue adoptada el 26 de marzo de 2025 y entrará en vigor en dos partes: la primera, tres meses después de su promulgación por parte del presidente; la segunda, el 1 de marzo de 2026. La Constitución fue modificada por trámite de urgencia en el Riigikogu. La enmienda establece que, en la primera fase, el derecho a voto en las elecciones municipales será exclusivo de ciudadanos de Estonia y de la Unión Europea, así como de personas sin ciudadanía. Con la entrada en vigor de la segunda fase, el derecho a voto quedará reservado únicamente a ciudadanos de Estonia y de la Unión Europea. En la práctica, esto significa que las personas sin ciudadanía podrán votar por última vez en las elecciones municipales de 2025.[16]